# Estación de Pozuelo
Pozuelo es una estación ferroviaria española situada en el municipio de Pozuelo de Alarcón en la Comunidad de Madrid. Forma parte de las líneas C-7 y  C-10 de Cercanías Madrid. Desde la apertura de la variante norte entre Pinar y Madrid-Chamartín carece de tráfico de larga y media distancia.

## Situación ferroviaria
La estación se encuentra en el punto kilométrico 8,2 de la línea férrea de ancho ibérico que une Madrid-Atocha Cercanías con Pinar de Las Rozas a 648,60 metros de altitud. El tramo es de vía doble y está electrificado. Históricamente este tramo de la red iba unido a la línea Madrid-Hendaya hasta que se cambió la cabecera de Príncipe Pío a Madrid-Chamartín.

## Historia
Es una de las estaciones más antiguas de la línea. Tras su construcción, se pobló la zona que la rodea creando la Colonia de la Estación de Pozuelo de Alarcón, separada entonces del centro del pueblo, que se denominaba Pozuelo Pueblo. Hoy día se siguen usando los términos para referirse a los barrios principales del municipio, aunque la edificación es continua entre la estación y el centro urbano, habiendo desaparecido el terreno agrícola que separaba el pueblo de la colonia de la estación.
Entre los años 2010 y 2015, fueron instalados dos ascensores en la estación para mejorar la accesibilidad al paso subterráneo para el intercambio de vías y se cambiaron las pantallas de información de los andenes a las más modernos localizados en nuevas instalaciones.
En 2019 comenzaron las obras de remodelación de la estación, con la mejora de la entrada de la estación y la ampliación de la salida de la misma. Para ello se habilitó una entrada provisional a la izquierda de la estación mientras se realizaban las obras
A finales del 2020 terminaron las obras de remodelación de la estación, con la retirada de la entrada provisional y la apertura de la entrada y salida reformada.

## La estación
La estación es un amplio edificio de ladrillos de dos plantas y tejado de pizarra. Se compone de dos andenes, uno lateral y otro central al que acceden tres vías. Con anterioridad poseía más vías de servicio pero fueron retiradas tras la última reforma de la estación. Los cambios de andén se realizan gracias a un paso subterráneo accesible mediante escaleras y ascensor. 

## Servicios ferroviarios

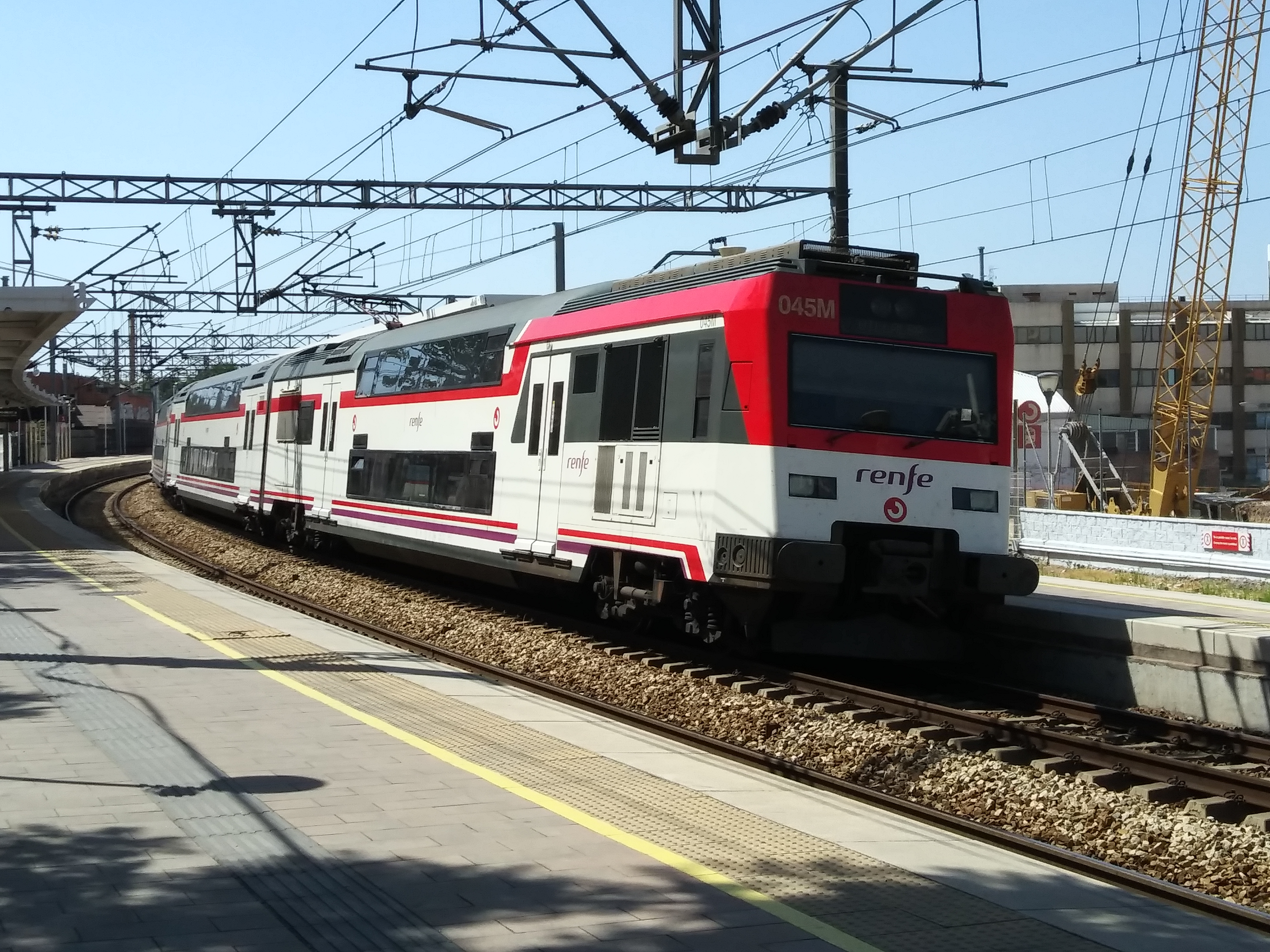
Una unidad 450 de Renfe en la estación.

### Cercanías
| procedencia/destino | < estación | Línea | estación > | destino/procedencia |
| ------------------- | ---------- | ----- | ---------- | ------------------- |
| Príncipe Pío        | Aravaca    |       | El Barrial | Alcalá de Henares   |
| Chamartín           | Aravaca    |       | El Barrial | Villalba            |

La estación forma parte de las líneas C-7 y C-10 de la red de Cercanías Madrid.

## Conexiones

### Autobuses
| Diurnos |                                        |                                    |                           |
| Línea   | Destino                                | Parada                             | Operador                  |
| 2       | Circular Pozuelo (sentido horario)     | 06284 Antonio Díaz - Est. Pozuelo  | Avanza Movilidad Integral |
| 3       | Circular Pozuelo (sentido antihorario) | 06296 Pza. Estación - Est. Pozuelo | Avanza Movilidad Integral |

| Diurnos |                                                             |                                    |                           |
| Línea   | Destino                                                     | Parada                             | Operador                  |
| 563     | Madrid (Aluche)                                             | 06284 Antonio Díaz - Est. Pozuelo  | Avanza Movilidad Integral |
| 658     | Pozuelo de Alarcón (Prado Somosaguas - Ciudad de la Imagen) | 06284 Antonio Díaz - Est. Pozuelo  | Avanza Movilidad Integral |
| 563     | Pozuelo de Alarcón (Por Urb. Las Minas)                     | 06296 Pza. Estación - Est. Pozuelo | Avanza Movilidad Integral |
| 658     | Madrid (Moncloa)                                            | 06296 Pza. Estación - Est. Pozuelo | Avanza Movilidad Integral |